# Platan javorolistý v zahradě Kinských
Platan javorolistý v zahradě Kinských je památný strom v Praze v zahradě Kinských na Smíchově. Mohutný solitérní platan stojí u hlavního vchodu z náměstí Kinských, v dolní rovinaté části zahrady.

## Historie
Kinského zahrada byla budována postupně v letech 1825 až 1861. V první etapě byla, podle plánů architekta Jindřicha Kocha, realizována spodní rovinatá část. Etapa probíhala do roku 1836 a mimo jiné bylo její součástí také vysazení tohoto platanu.
V roce 1928 byla u stromu umístěna socha Čtrnáctiletá. Jejím autorem je sochař Karel Dvořák. Socha však byla poničena vandalem a později odcizena. Poté, co byla poznána jedním zákazníkem v jistém starožitnictví, byla zajištěna a uložena v depozitáři Muzea hl. m. Prahy. Plánuje se zhotovení kopie a její osazení na původní místo.
30. července 1998 byl strom pro svůj vzrůst, vysoký věk a jakožto dendrologicky cenný taxon vyhlášen jako památný. Strom byl v roce 2004 vybrán, jako jeden ze 13 jedinců, k odběru vzorků (semena, rouby a řízky) v rámci programu záchrany genofondu památných stromů.

## Parametry stromu
Svými rozměry se jedná o jeden z největších stromů, které jsou k vidění v rámci celého Petřína.
- Obvod kmene: 546 cm
- Výška stromu: 28 m
- Odhadované stáří: 180 let

## Galerie

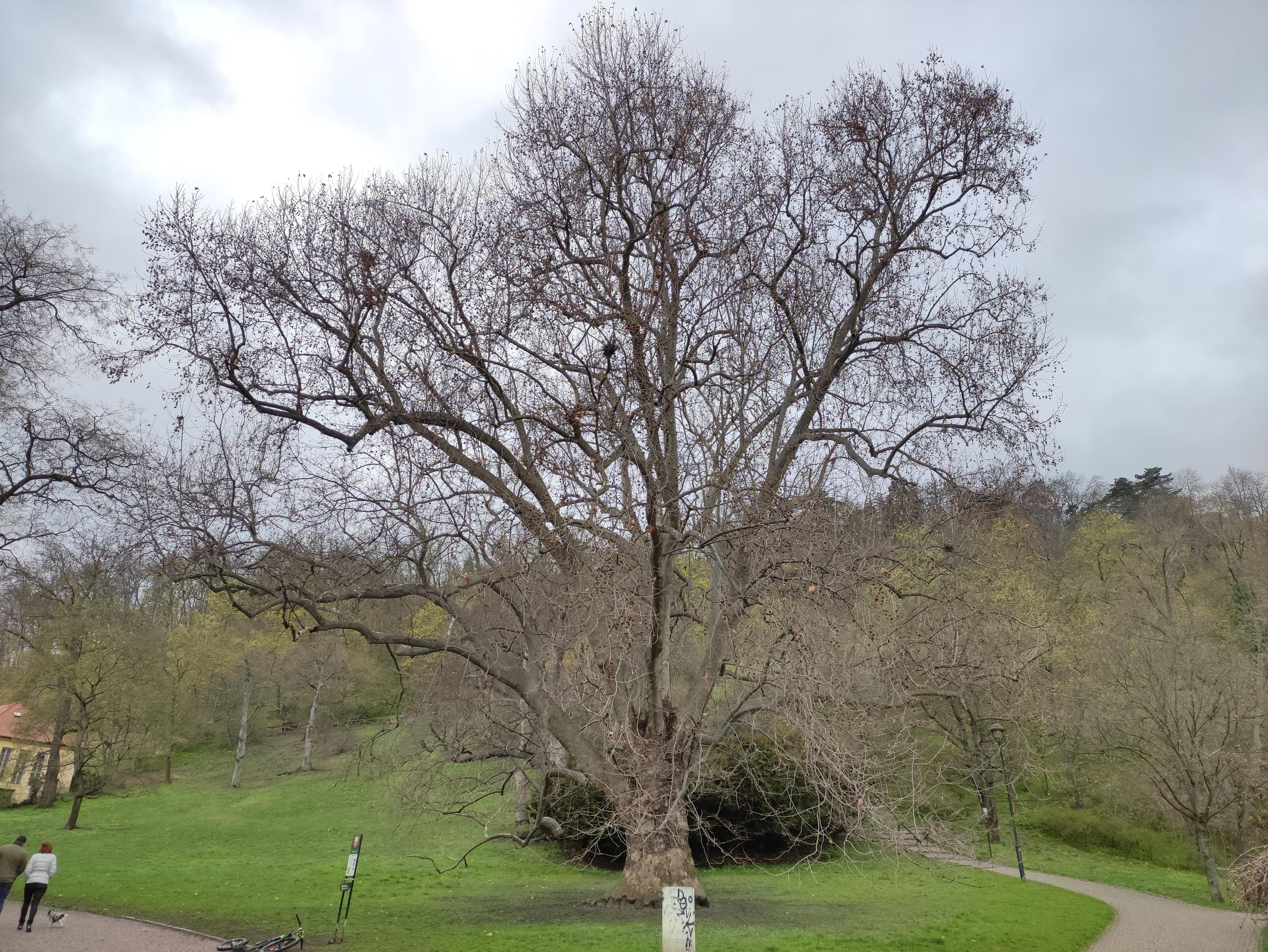
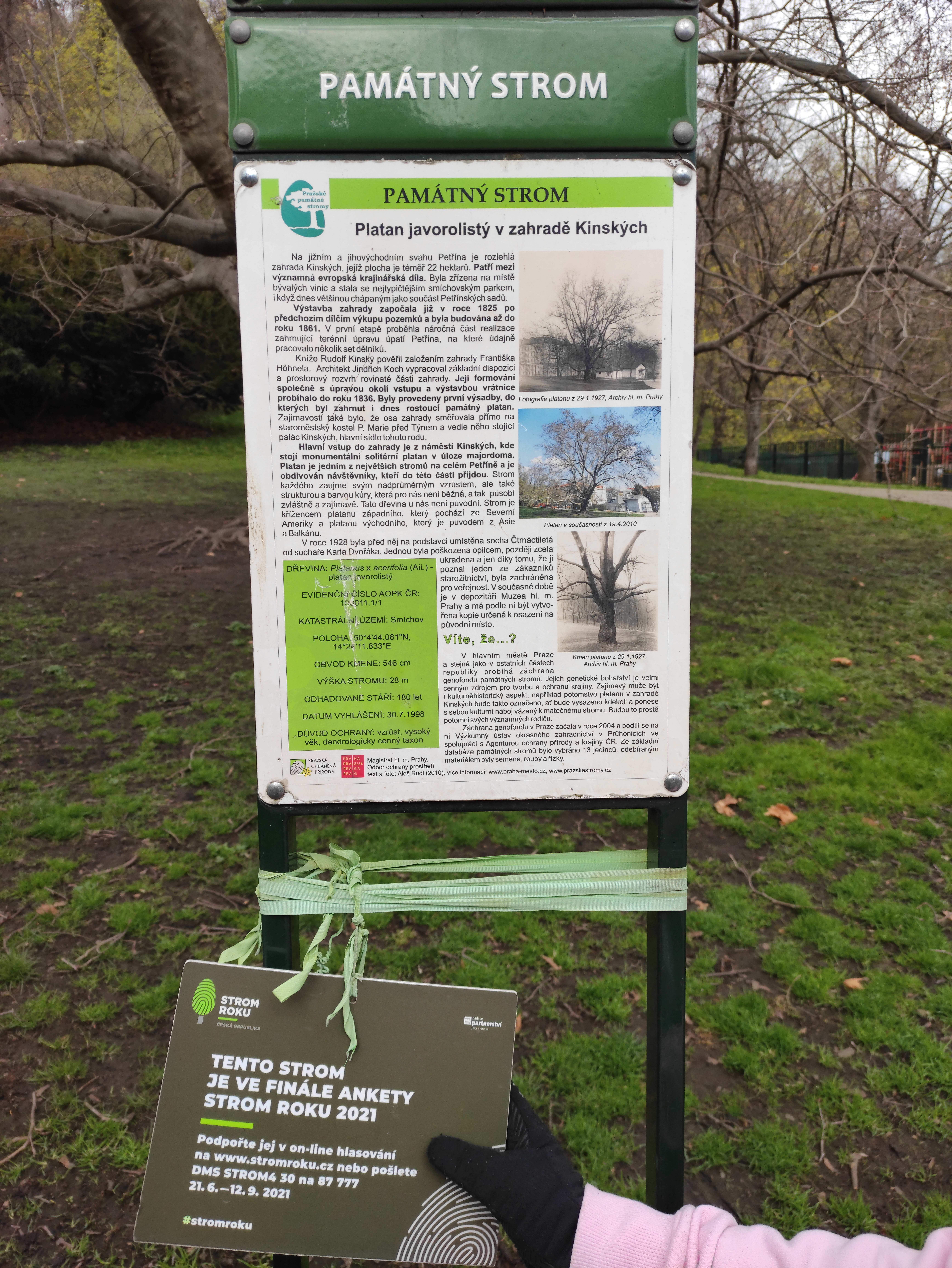